# 円楽寺
円楽寺（えんらくじ）は、山梨県甲府市右左口町にある寺院。真言宗智山派の寺院で、山号は七覚山。
本尊は薬師如来。明治に神仏分離が行われるまで、五社権現の別当寺であった。

## 沿革
所在する甲府市右左口町は甲府盆地南部に位置する。盆地南端に延びる曾根丘陵上に立地し、南側には笛吹川の支流・七覚川が流れる。また、御坂山地北麓に位置し、背後に位置する尾根上に六角堂跡や行者堂跡がある。甲斐国と駿河国を結ぶ街道のひとつである中道往還の沿道にあり、中世から近世に甲斐における修験道の拠点となった。中世にはしばしば戦火の影響を受ける。
『甲斐国社記・寺記』によれば、大宝元年（701年）に役行者により創建されたという。さらに神亀元年（724年）に行基により再興され、桓武天皇の頃には国家鎮護の祈祷道場になったという。『日本霊異記』によれば、役行者は文武天皇3年（699年）に伊豆へ流罪となった後に、12の行場での修行を経て富士北麓2合目の行者堂へ向かい、富士登山道を開いたという。
南北朝時代の正平6年/観応2年（1351年）には、当寺付近で南朝方として活動した甲斐守護・武田政義の弟・貞政が、北朝側と見られる小笠原政長に攻められて、敗北している。
聖護院門跡の道興の『廻国雑記』によれば、室町時代後期の文明19年（1487年）には、道興は諸国巡礼の際に円楽寺に滞在し、観桜を催し、吉田（富士吉田市）へ向かっている。『廻国雑記』では円楽寺は霊地であり、多くの僧や山伏が集っていたと記している。
戦国時代には、『王代記』永正13年（1516年）9月8日条によれば、同年には駿河国今川氏の侵攻で道宇を焼失している。弘治2年（1556年）には武田晴信（信玄）による寺領安堵を受けている。武田氏滅亡後も、徳川氏による寺領安堵を受ける。明治11年（1878年）には火災で本堂が焼失し、大正6年（1917年）に再建される。
『甲斐国志』仏寺部によれば、江戸時代には真言宗醍醐寺報恩院の末寺で、真言宗壇林7か寺のひとつに数えられている。甲斐国における本山派修験道の拠点となり、六角堂は甲斐における六十六部廻国納経の納経所のひとつであったという。また、『国志』によれば、寺では行者堂に僧を派遣して関銭を徴収して富士道者への修法を行い、登山者に金剛杖を施与したという。2005年（平成17年）から翌年にかけて、前年から開始された山梨県内中世寺院分布調査の一環として右左口町岩窪の六角堂跡の発掘調査が行われている。
また、旧右左口村出身の歌人・の山崎方代の菩提寺でもあり、命日である8月19日には方代忌が行われている。

## 奉納経筒
中世には古代から営まれている経塚造営のほか、小形経筒に納めた経典を寺社に奉納することが行われる。所蔵されている円楽寺経筒は全国でも数少ない寺社奉納経筒として知られる。六十六部聖の奉納した小形経筒で、高さ14.3センチメートルの六角宝幢形。銅板製鍍金で、下総国の六十六部聖である円金坊が元亀2年（1571年）に六角堂へ奉納したことを示す銘文があり、内部には泥塔が納められている。これは高さ8.5センチメートルの扁平五輪塔形泥塔で、型押による梵字が配されている。

## 文化財
山梨県指定有形文化財
- 木造役行者及び二鬼像 3躯 - 1995年（平成7年）6月22日指定

平安時代から鎌倉時代（12 - 13世紀）の役行者像。木造。法量は役行者像が像高116.5センチメートル（坐高83.0センチメートル）、前鬼像が像高66.1センチメートル、後鬼像が像高73.1センチメートル。役行者像の胎内に延慶2年（1309年）の修理銘をもつ。『甲斐国志』によれば、円楽寺が兼帯する富士山二合目の役行者堂に安置されていた像であるという。さらに『甲斐国志』では、役行者が伊豆国への流罪の際に富士登頂を行ったとする伝承に触れ、円楽寺を拠点とする山伏の信仰を受けた像としている。富士二合目の役行者堂はその後倒壊し、円楽寺境内の役行者堂に移転され、現在は本堂内に安置されている。
制作した仏師や願主は不明であるが、南都仏師の作で、願主を甲斐源氏の一族と推定する説もある。
また、円楽寺には伝役行者母子像1軀と童子形立像軀が伝存している。円役行者母子像は鎌倉時代の像。木造。像高は83.5センチメートル。『甲斐国志』では「老母ノ像」の存在を記し、本像に該当すると考えられている。『日本霊異記』などの役行者伝では役行者の母として白専女（しらとうめ）の存在を記し、江戸時代には盛んに造像された。本像は後補と考えられる膝前の一材を矧ぎ、表面は摩滅が著しく、両手先も亡失しているため当初の像容は不明。母子像と判断する点にも検討の余地が指摘されるが、円楽寺では母子像とする由来を伴い伝来している。